# 飛島北インターチェンジ
飛島北インターチェンジ（とびしまきたインターチェンジ）は、愛知県海部郡飛島村梅之郷にある名古屋第二環状自動車道のインターチェンジ (IC) である。

## 歴史
- 2021年（令和3年）
  - 2月26日 : IC名称が「名四西IC（仮称）」から「飛島北IC」に正式決定[1]。
  - 5月1日 : 名古屋西JCT - 飛島JCT間開通に伴い、供用開始[1][2]。
- 2024年（令和6年）4月4日 : 内回りの料金所がETC専用になる[3]。

## 周辺
- 飛島村役場

## 接続する道路
飛島インターでは名二環には出入りできないため、名二環から飛島インター周辺へ行くには当ICを利用することになる。また、当ICを通過して飛島ジャンクションに向かうと本線料金所があるため別料金となる。
- 直接接続
  - 国道302号
- 間接接続
  - 国道23号（名四国道）

## 隣
C2 名古屋第二環状自動車道
(26) 南陽IC - (27) 飛島北IC - (10-1) 飛島JCT